# 哈里·里姆斯
哈里·里姆斯（英語：Harry Reems，另译作哈里·雷恩斯，1947年8月27日—2013年3月19日），美国色情演员，著名色情电影《深喉》的男主角。

## 早年生活
里姆斯本名赫伯特·施特赖歇尔（英語：Herbert Streicher），1947年出生于纽约曼哈顿区，长于威斯特徹斯特县，早年曾在匹兹堡大学学习一年。
1965年，施特赖歇尔加入美国海军陆战队，后因父亲身患绝症而休假，并最终退役。1967年，施特赖歇尔返回曼哈顿，并在周边的外百老汇剧场开始了演员生涯，但收入微薄，甚至难以承担高昂的房租。因为财务的压力，施特赖歇尔最终在别人的介绍下选择进入成人电影行业。

## 演员生涯
进入色情电影行业之后，施特赖歇尔被电影制片人Eduardo Cemano选中拍摄了多部硬调色情电影，包括《The Deviates》、《Weirdos and the Oddballs》等，此期间，施特赖歇尔使用Peter Long作为自己的艺名。1970年代早期，为了谋生，施特赖歇尔拍摄了大量的色情短片和无声影片，后来逐渐参与到140个镜头左右的长篇电影。
1972年，施特赖歇尔以灯光师的身份加入杰拉德·达米亚诺导演的《深喉》剧组，因为原先确定的男主角缺席，施特赖歇尔极其意外地替补成为男主角，扮演一名医师，该片讲述了女主角（琳达·拉芙蕾丝）因为无法达到性高潮，而求助于医师（施特赖歇尔扮演），医师发现她的性感带位于喉咙，所以教导她以口交技巧来达到性高潮。6月12日，电影《深喉》正式上映，成为美国第一批走上大银幕的色情电影之一，轰动一时，以20万美元的制作成本获得了3000至5000万美元的票房收入，取得巨大成功，《深喉》也因此成为美国电影史上的传奇之作。
在电影《深喉》中，因为演员工会身份的限制，施特赖歇尔被命名了一个新的名字哈里·里姆斯，直到电影上映时，施特赖歇尔才第一次得知这个名字的存在，起初他并不喜欢，但后来随着《深喉》的热映，哈里·里姆斯也越来越知名，施特赖歇尔从此甚至在离开电影圈以后，仍长期使用这个名字40余年，直至逝世。

## 退出之后
里姆斯晚年罹患胰腺癌，2013年3月19日不治逝世。